# Jack Morris
John Scott Morris (Saint Paul, 16 maggio 1955) è un ex giocatore di baseball statunitense che ha giocato nel ruolo di lanciatore nella Major League Baseball (MLB). È stato introdotto nella National Baseball Hall of Fame nel 2018.

## Carriera
Morris giocò nella MLB tra il 1977 e il 1994 per i Detroit Tigers (1977-1990), i Minnesota Twins (1991), i Toronto Blue Jays (1992-1993) e i Cleveland Indians (1994). Fu convocato per cinque All-Star Game (1981, 1984, 1985, 1987, and 1991) e vinse per quattro volte le World Series (nel 1984 con i Tigers, nel 1991 con i Twins e nel 1992–1993 con i Blue Jays). Ebbe un record di 3–0 nei playoff 1984 con due vittorie in gare complete nelle World Series 1984 e un record di 4–0 nei playoff 1991, inclusa una vittoria in una gara completa da 10 inning nella decisiva gara 7 delle World Series 1991 che gli valse il titolo di MVP della serie. In entrambe le stagioni fu premiato con il Babe Ruth Award come miglior giocatore dei playoff.
Mentre concesse il maggior numero di valide, punti e fuoricampo di qualsiasi altro lanciatore negli anni ottanta disputò anche il maggior numero di gare come partente, lanciò il maggior numero di inning ed ebbe il maggior numero di vittorie di quel decennio. È uno dei giocatori ad avere vinto due titoli consecutivi con due squadre diverse (gli altri sono Ben Zobrist, Jake Peavy, Bill Skowron, Clem Labine, Don Gullett e Ryan Theriot). Per due volte guidò la MLB in vittorie (1981, 1992) e per una volta l'American League in strikeout (1983).

## Palmarès

### Club
- World Series: 4

Detroit Tigers: 1984
Minnesota Twins: 1991
Toronto Blue Jays: 1992, 1993

### Individuale
- MLB All-Star: 5

1981, 1984, 1985, 1987, 1991
- MVP delle World Series: 1

1991
- Leader della MLB in vittorie: 2

1981, 1992
- Leader dell'American League in strikeout: 1

1983
- No-hitter lanciati: 1

7 aprile 1984
- Numero 47 ritirato dai Detroit Tigers